# Les Remparts
Les Remparts sont un groupe d'extrême droite violent français fondé le 8 septembre 2021 à Lyon, succédant à la section lyonnaise de Génération identitaire (GI). Il est dissout par le ministère de l'Intérieur le 26 juin 2024, décision confirmée par le Conseil d'Etat le 31 juillet 2025.

## Description
Les Remparts, fondé le 8 septembre 2021 à Lyon, succède à la section lyonnaise du groupe d'extrême droite Génération identitaire (GI), six mois après sa dissolution en mars 2021,,.
Ses locaux sont situés dans la montée du Change dans le quartier du Vieux Lyon, à l'emplacement du bar La Traboule, précédemment siège social de GI, et de la salle de boxe L’Agogé, également précédemment fréquentée par GI. Ils sont inaugurés par Les Remparts le 11 septembre 2021. Le groupe utilise des stratégies similaires à celles de GI, telles que des défilés et des actions médiatiques contre l'immigration et en faveur de l'identité européenne,,. Les Remparts organise, tout comme GI, une procession annuelle en hommage à la Vierge Marie, qui est interdite chaque fois.
Ses fondateurs présentent Les Remparts comme un « complexe » dédié à des activités « communautaires et culturelles » ainsi qu'à des entraînements de boxe. Le bar accueille des conférences,,. Le Parisien estime en 2022 que le groupe compte une cinquantaine de membres. Certains clients de La Traboule appartiennent à d'autres groupes d'extrême droite, tels que Lyon populaire et Audace Lyon.

## Dissolution
En 2022, le maire de Lyon Grégory Doucet réclame la dissolution des Remparts, soulignant le risque de reformation de Génération identitaire malgré sa dissolution en mars 2021. Le député Thomas Rudigoz demande également sa dissolution.
Fin novembre 2023, la direction générale de la Sécurité intérieure et le parquet de Lyon se réunissent à la préfecture du Rhône afin de discuter de la dissolution du groupe.
Le ministère de l'Intérieur enclenche une procédure de dissolution le 1er mai 2024. La mesure est prises sous l'alinéa 6 de l'article L212-1 du Code de la sécurité intérieure, permettant la dissolution des groupes contribuant à la haine et à la violence. Une procédure de dissolution est également enclenchée envers les associations La Traboule et Top Sport Rhône, qui hébergent leurs activités,,.
Le groupement de fait et les associations lui étant associées sont dissous par décret pris en Conseil des ministres le 26 juin 2024,,. Le 31 juillet 2025, cette dissolution est définitivement confirmée par le Conseil d'État,.

## Actions
En juin 2022, des membres des Remparts taguent le sol du parcours de la Marche des fiertés lyonnaise avec le message « Only one pride, Lyon Pride ».
En octobre 2022, le groupe organise une manifestation non déclarée où sont scandés des slogans xénophobes, tels que « Immigrés assassins » et « Immigrés dehors, terroristes à mort », sous prétexte de l'affaire Lola,,.
En décembre 2022, le groupe est impliqué dans des violences envers des supporters marocains lors de la demi-finale de la Coupe du monde de football.
En juin 2023, au lendemain de l’attaque au couteau à Annecy, des militants des Remparts placardent des affiches racistes sur un square où campent des jeunes migrants.
Le 11 novembre 2023, le groupe est impliqué dans l'attaque d'une conférence sur la Palestine à Lyon, qui fait sept blessés. Après la mort de Thomas Perotto, un adolescent de 16 ans tué après avoir été frappé à l'arme blanche, le groupe appelle plusieurs fois à des rassemblements. Le 25 novembre 2023, deux militants des Remparts sont impliqués dans une descente raciste à Romans-sur-Isère (Drôme) faisant suite à cette affaire,,.

## Condamnations
En juin 2022, Adrien Ragot, militant des Remparts, est condamné pour avoir tailladé deux personnes au couteau.
En février 2024, Sinisha Milinov, ancien porte-parole des Remparts, est condamné à six mois de prison ferme avec mandat de dépôt et dix mois de prison avec sursis pour violences aggravées à caractère raciste et port d’une arme blanche.